# Nina Świerczewska

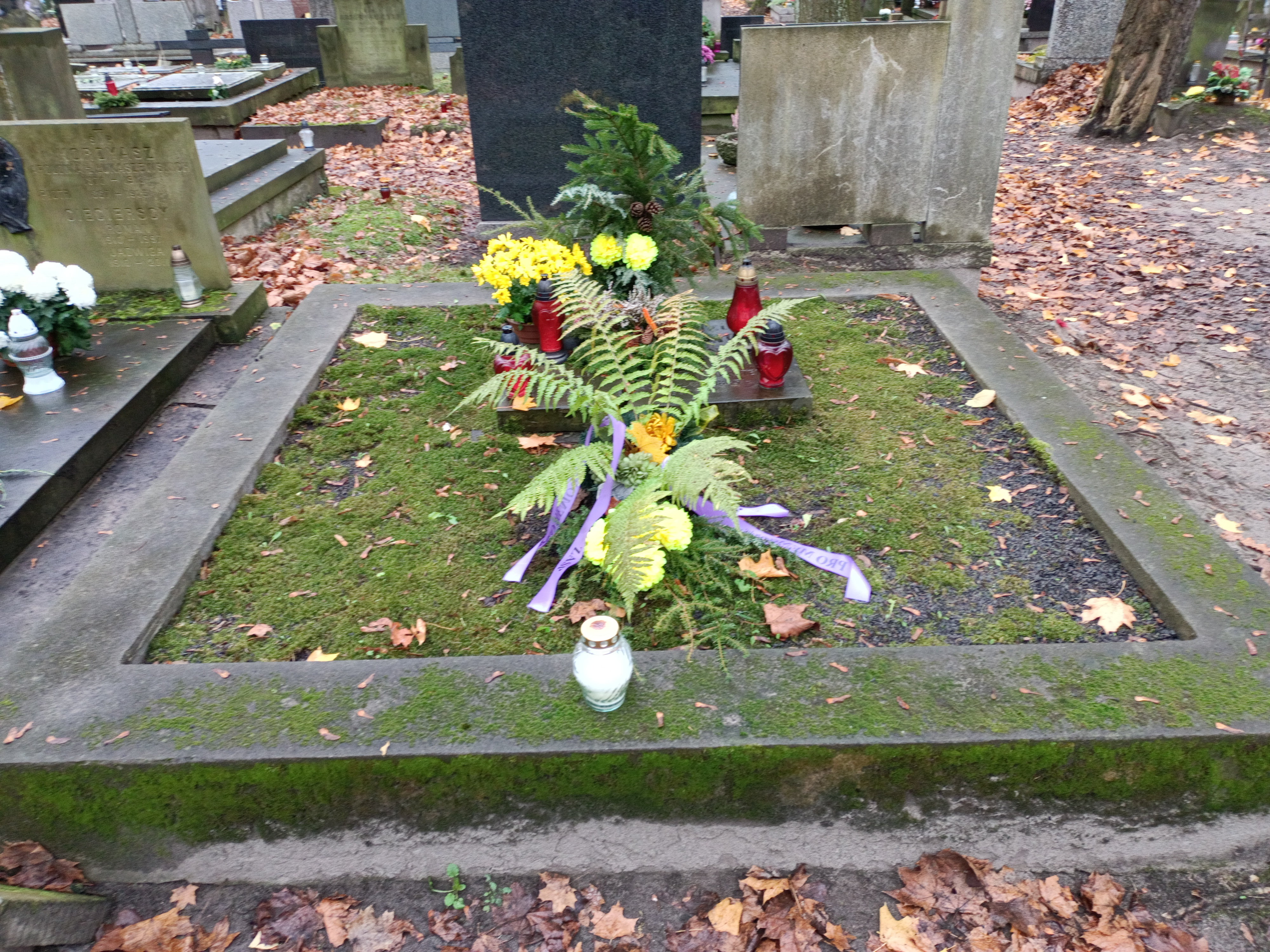
Grób Niny Świerczewskiej na cmentarzu Powązkowskim

Nina Świerczewska z domu Kalkstein (ur. 8 marca lub maja 1907, zm. 20 marca 1944 w Warszawie lub 1943) – polska aktorka filmowa.
Była siostrą Ludwika Kalksteina i żoną Eugeniusza Świerczewskiego. W czasie II wojny światowej, w roku 1942, była więziona na Pawiaku. Zmarła przy porodzie córki.

## Filmografia
- 1927 – Ryngraf
- 1927 – Zew morza jako subretka
- 1929 – Grzeszna miłość jako siostra miłosierdzia
- 1937 – Ty, co w Ostrej świecisz Bramie jako Julisia
- 1938 – Kobiety nad przepaścią jako Franka, siostra Marysi